# Haplinis
Haplinis este un gen de păianjeni din familia Linyphiidae.

## Specii[1]
- Haplinis abbreviata
- Haplinis alticola
- Haplinis anomala
- Haplinis antipodiana
- Haplinis attenuata
- Haplinis australis
- Haplinis banksi
- Haplinis brevipes
- Haplinis chiltoni
- Haplinis contorta
- Haplinis diloris
- Haplinis dunstani
- Haplinis exigua
- Haplinis fluviatilis
- Haplinis fucatinia
- Haplinis fulvolineata
- Haplinis horningi
- Haplinis inexacta
- Haplinis innotabilis
- Haplinis insignis
- Haplinis major
- Haplinis marplesi
- Haplinis minutissima
- Haplinis morainicola
- Haplinis mundenia
- Haplinis paradoxa
- Haplinis redacta
- Haplinis rufocephala
- Haplinis rupicola
- Haplinis silvicola
- Haplinis similis
- Haplinis subclathrata
- Haplinis subdola
- Haplinis subtilis
- Haplinis taranakii
- Haplinis tegulata
- Haplinis titan
- Haplinis tokaanuae
- Haplinis wairarapa